# Dracaena xiphophylla
Dracaena xiphophylla är en sparrisväxtart som beskrevs av John Gilbert Baker. Dracaena xiphophylla ingår i släktet dracenor, och familjen sparrisväxter. Inga underarter finns listade i Catalogue of Life.